# Chobotnice
Chobotnice (Octopoda; Leach, 1818) jsou řádem hlavonožců. Obývají mnoho rozličných částí světového oceánu, především korálové útesy. Řád zahrnuje zhruba 300 druhů ve dvou podřádech Cirrina a Incirrina. 

## Etymologie
Vědecký latinizovaný termín Octopoda byl odvozen ze starořeckého ὀκτώπους, složené formy slov ὀκτώ (oktō, „osm“) a πούς (pous, „noha“).

## Popis
Chobotnice jsou charakteristické osmi rameny s přísavkami. Jejich tělo je bilaterálně symetrické. Jejich útrobní vak je bez ploutvovitého lemu. Hlubokomořské chobotnice z podřádu Cirrina mají na těle dvě ploutve. Chobotnice se pohybují lezením a plaváním.
Stejně jako ostatní hlavonožci je chobotnice bilaterálně symetrická se dvěma očima a zobákovou tlamou ve středu svých osmi končetin. Měkké tělo může radikálně změnit svůj tvar, což chobotnicím umožňuje protlačit se malými mezerami. Při plavání za sebou táhnou svých osm chapadel. Sifon se používá jak k dýchání, tak k pohybu, vytlačováním proudu vody. Chobotnice mají složitý nervový systém a vynikající zrak a patří mezi nejinteligentnější a behaviorálně nejrozmanitější ze všech bezobratlých.
Obývají různé oblasti oceánu, včetně korálových útesů, pelagických vod a mořského dna. Někteří jedinci žijí v přílivové zóně a jiní v propastných hloubkách. Líhne se z vajíček. 

## Evoluce
Fosilní nálezy dokládají, že chobotnice představovaly významnou skupinu mořských predátorů již v pozdně křídových mořích (například ve Velkém vnitrozemském moři) v období geologického věku kampán (před 84 až 72 miliony let), tedy ještě v době existence druhohorních dinosaurů. Jejich fosilní záznam se tak posunul zhruba o 25 milionů let dále do minulosti.

## Chování

### Rozmnožování
Většina druhů roste rychle, dospívá brzy a má krátkou životnost. U většiny druhů samec používá speciálně upravenou paži (hektokotylus) k dodání spermatu přímo do skryté dutiny samice, načež poté zestárne a zemře. Samice ukládá oplodněná vajíčka do doupěte, kde o ně pečuje dokud se nevylíhnou a pak také uhyne.

### Ochrana před nebezpečím
Před predátory se brání např. vypuzením inkoustového oblaku, maskováním či kamufláží. Chobotnice dokáže měnit barvu i strukturu své kůže, také vylučuje inkoust a tím mate predátory. V testech se dokázala chobotnice zbarvit do šachovnice i puntíků. Dalším způsobem, jak se chránit, je i napodobení různých zvířat, v tomto případě jde o batesovské mimikry. Chobotnice dokáže napodobit hada, platýse, a další i nebezpečné živočichy, aby mohla přeplavat přes nebezpečné území.
Všechny chobotnice jsou jedovaté, ale pouze o chobotnicích s názvem Hapalochlaena je známo, že jsou smrtelně jedovaté i pro člověka.

## Chobotnice a lidé
V mytologii se objevují jako mořské příšery, např. jako norský Kraken, Akkorokamui z Ainu a pravděpodobně i Gorgon ze starověkého Řecka. Chobotnice se objevují i např. v japonském erotickém umění šunga. Jsou považovány za delikatesu v mnoha částech světa, zejména však v oblasti Středozemního moře a v Asii.

## Taxonomie
- podřád Cirrina Grimpe, 1916
  - čeleď Cirroteuthidae Keferstein, 1866
  - čeleď Grimpoteuthididae O'Shea, 1999
  - čeleď Luteuthididae O'Shea, 1999
  - čeleď Opisthoteuthidae Verrill, 1896
  - čeleď Stauroteuthidae Grimpe, 1916
- podřád Incirrina Grimpe, 1916
  - čeleď Alloposidae Verill, 1881
  - čeleď Amphitretidae Hoyle, 1886
  - čeleď Argonautidae Tryon, 1879 – argonautovití
  - čeleď Bolitaenidae Chun, 1911
  - čeleď Idioctopodidae Taki, 1962
  - čeleď Octopodidae D'Orbigny, 1840 – chobotnicovití (asi 200 druhů)
  - čeleď Ocythoidae Gray, 1849
  - čeleď Palaeoctopodidae Dollo, 1912 †
  - čeleď Tremoctopodidae Tryon, 1879
  - čeleď Vitreledonellidae Robson, 1932

## Galerie
- Chobotnice v akváriu

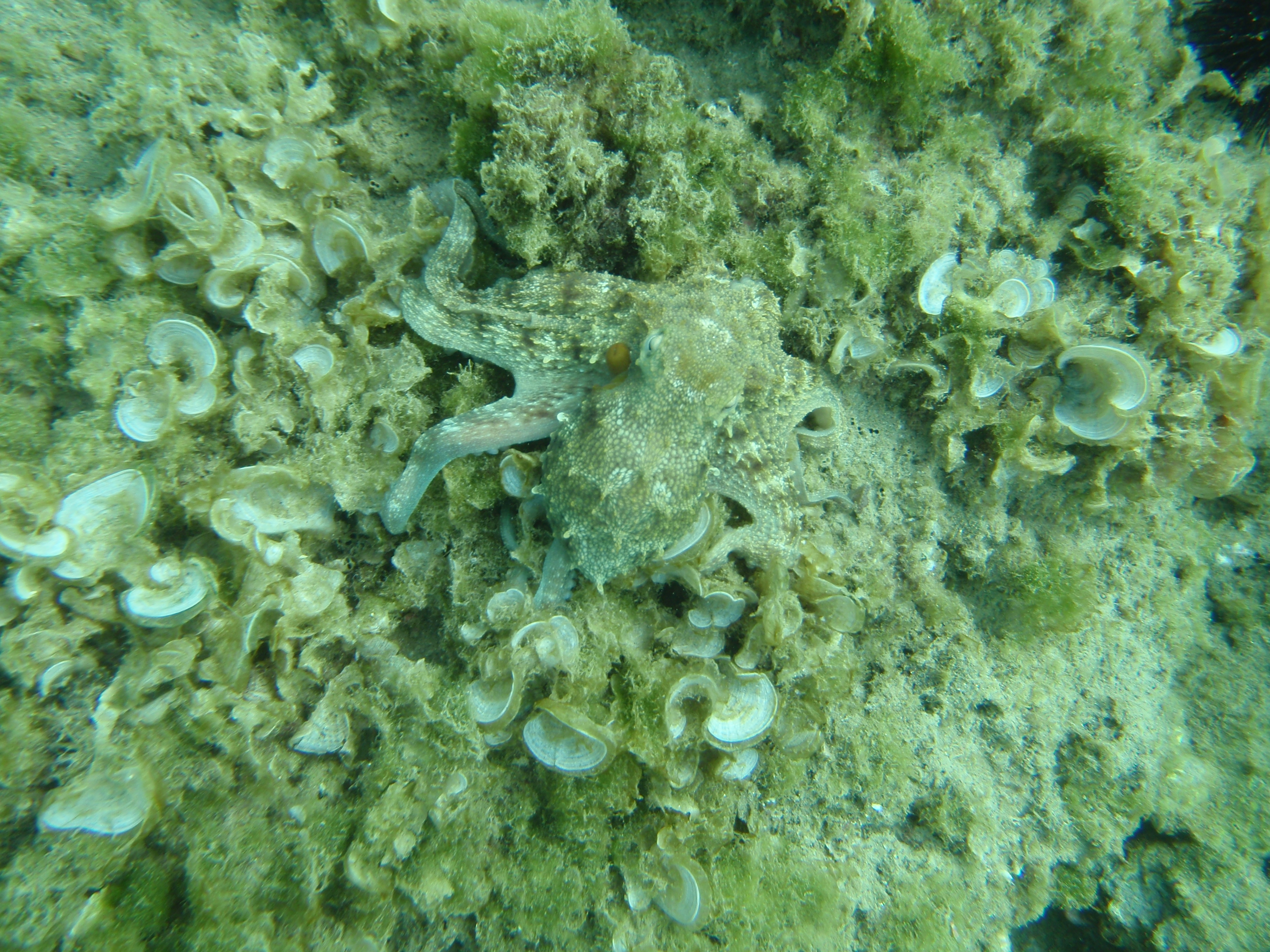
Chobotnice s maskováním, Olympská riviéra, Řecko